# Centre Court
Le Centre Court (littéralement « Court central ») est le court principal du tournoi de Wimbledon.

## Histoire
Le Court Central est construit en 1922 après le déménagement du tournoi de Wimbledon à son adresse actuelle. Le nom Centre Court (ou Court Central) vient de la situation du terrain au sein du site original du All England Lawn Tennis and Croquet Club à Worple Road. Le stade était situé au centre de tous les autres terrains de tennis du club. Cette dénomination est conservée après le déménagement du club en 1922. Depuis l'ajout de quatre nouveaux courts en 1980, le Court Central occupe de nouveau une position centrale au sein du complexe tennistique de Wimbledon.
Durant la Seconde Guerre mondiale, le court a été victime de bombardements et notamment de bombes de 500 livres (250 kilos) en octobre 1940. Ce sont 1 200 sièges qui furent détruits durant cette attaque. Si le tournoi reprit dès 1946, les dommages ne furent réparés qu'en 1949.
Le toit original surplombant les tribunes est construit dès 1922 mais modifié à plusieurs reprises. En 1979, il est surélevé d'un mètre pour permettre de rajouter 1 088 places supplémentaires. En 1992, de nouveaux travaux sont effectués pour remplacer le toit par une nouvelle structure permettant de dégager la vue de près de 3 601 sièges. Précédemment, la vue était gênée par la présence d'un grand nombre de piliers servant à soutenir le toit. Toutefois, le nouveau toit ne permet de pas couvrir l'entièreté du terrain et ne peut empêcher le jeu d'être perturbé en cas de pluie.
Après plusieurs années de débats entre les joueurs, les spectateurs, les médias et les organisateurs à l'occasion des différentes interruptions générées par la pluie, le All-England Club décide de construire un toit rétractable. Les travaux commencent peu après l'édition 2006 avec le démantèlement du précédent toit. Ainsi, en 2007, aucun toit ne couvre le terrain et certaines parties du futur toit sont visibles dès l'année suivante. Finalement, la structure complète est terminée pour l'édition 2009. Il est testé le 17 mai 2009 lors d'un match exhibition avec Andre Agassi, Steffi Graf, Tim Henman et Kim Clijsters. 40 % de la surface du toit est transparente pour permettre à la lumière d'éclairer le terrain et l'humidité est contrôlée grâce à un système d'air conditionné.
Dans le même temps, la capacité d'accueil du court a été augmentée pour atteindre 15 000 places avec l'ajout de six rangées de sièges sur les tribunes est, nord et ouest. Des sièges plus larges sont aussi installés ainsi que des escaliers et des ascenseurs supplémentaires.

## Toit amovible
Il a été doté d'un toit amovible de 5 200 m2 et de 700 tonnes, inauguré en mai 2009 par Steffi Graf et Andre Agassi. Il faut une dizaine de minutes pour déployer le toit, mais environ 30 minutes pour que l'ensemble soit stabilisé ; pour éviter la condensation, il est doté d'un système d'air conditionné.

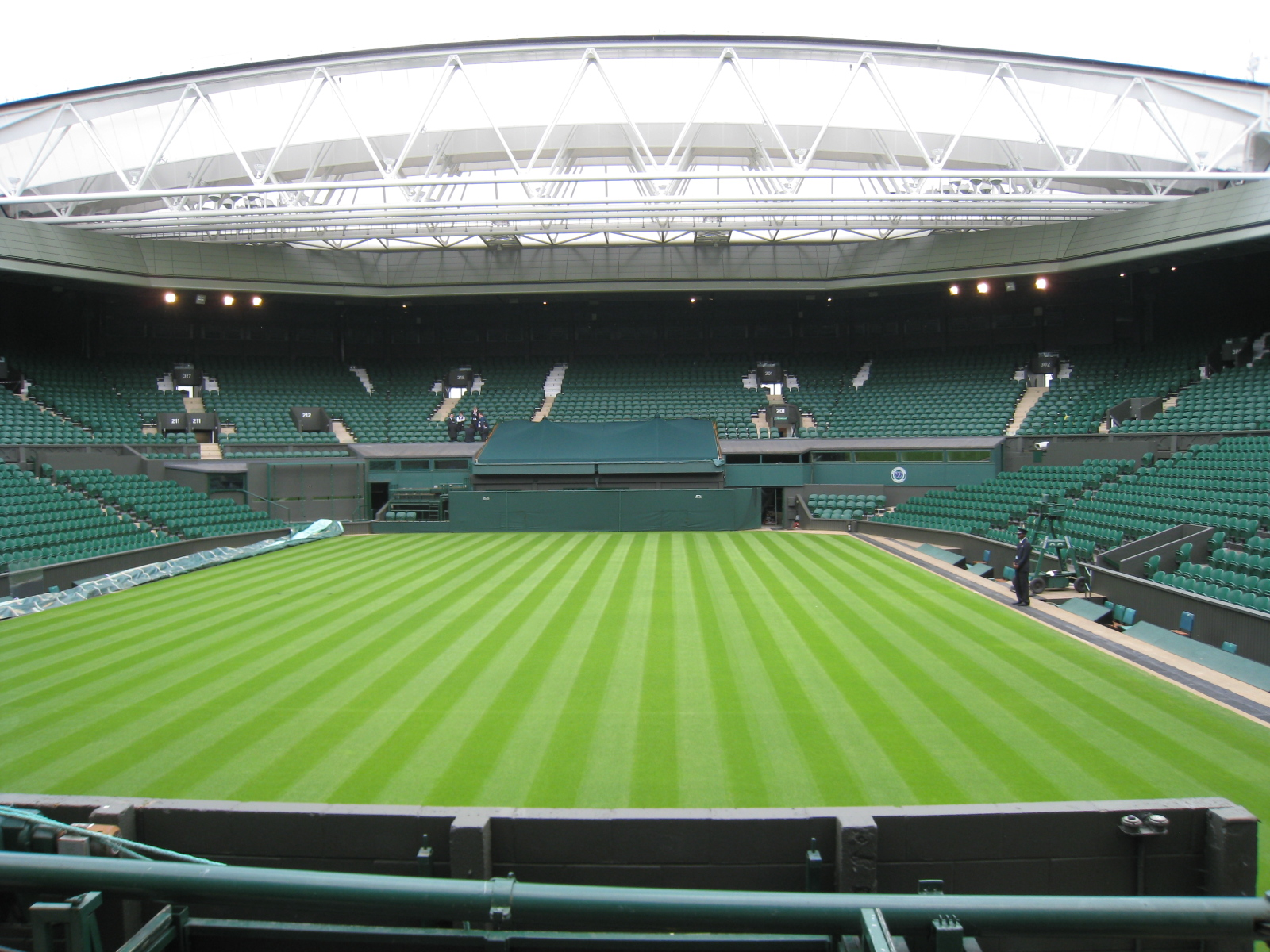
Le toit en position ouverte.
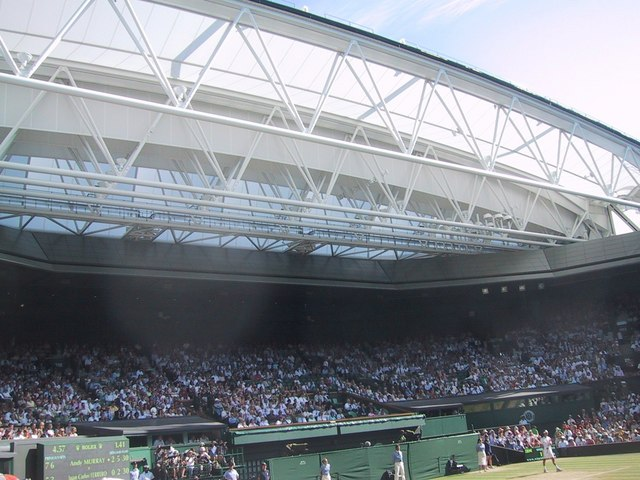
Autre vue du toit.

## Inscription
À l'entrée du court central, sont inscrits deux vers du poème intitulé « If », («Si » ) de Rudyard Kipling: « If you can meet with triumph and disaster / And treat those two impostors just the same. » (Si tu peux rencontrer triomphe et désastre/ Et traiter ces deux imposteurs de la même manière).

## Événements
- Tournoi de Wimbledon
- Jeux olympiques d'été de 2012